# Mesure en sismologie
 (mars 2011).
Si vous disposez d'ouvrages ou d'articles de référence ou si vous connaissez des sites web de qualité traitant du thème abordé ici, merci de compléter l'article en donnant les références utiles à sa vérifiabilité et en les liant à la section « Notes et références ».

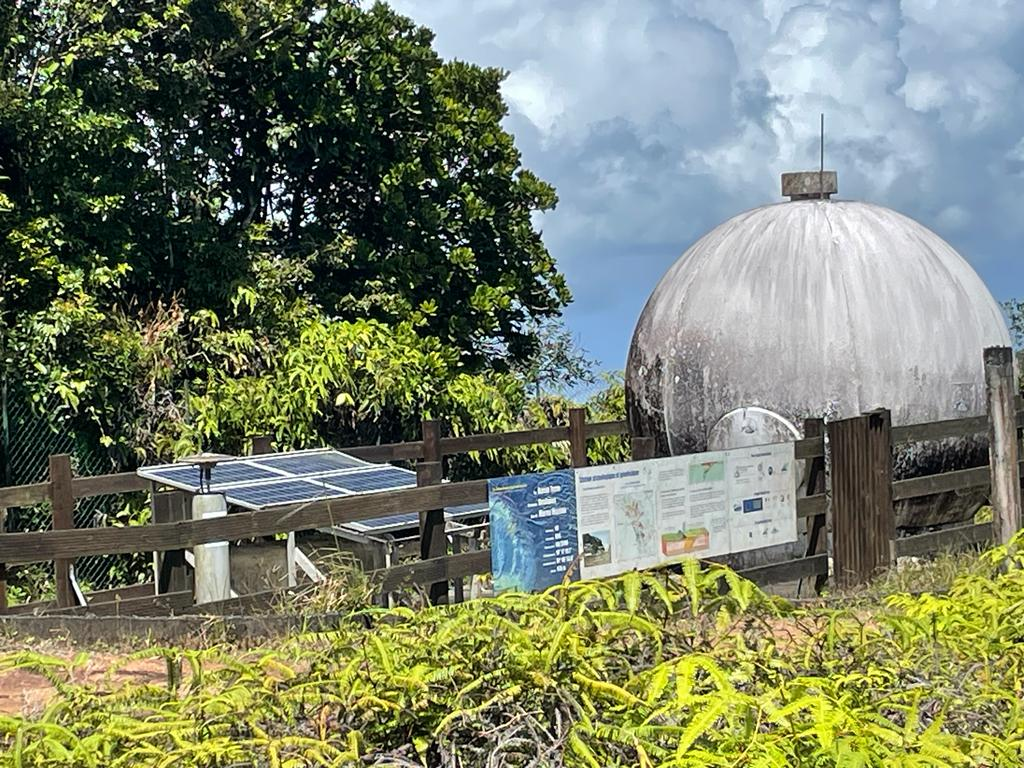
Station sismologique Basse-Terre au sommet du morne Mazeau en Guadeloupe

La mesure en sismologie est fondamentale pour l'étude des séismes, de la propagation des ondes, et de la structure interne de la terre. En effet, l'étude d'un séisme passe par l'étude des processus en action sur la faille avant et pendant le séisme. Mais une observation directe de cet objet dans son ensemble est rarement possible. Un forage ou une tranchée peuvent être effectués, mais ce sont des solutions très coûteuses et elle ne permettent qu'une observation ponctuelle du plan de faille. Il faut donc recourir à des observations indirectes, la première étant les ondes générées par les séismes, qui peuvent être enregistrées même à l'autre bout de la terre en cas de magnitudes importantes. Ces ondes à leur passage font bouger le sol. C'est ce mouvement et son amplitude qui sont enregistrés grâce à des capteurs appelés sismomètres (sismographes lorsqu'ils sont couplés avec un enregistreur).

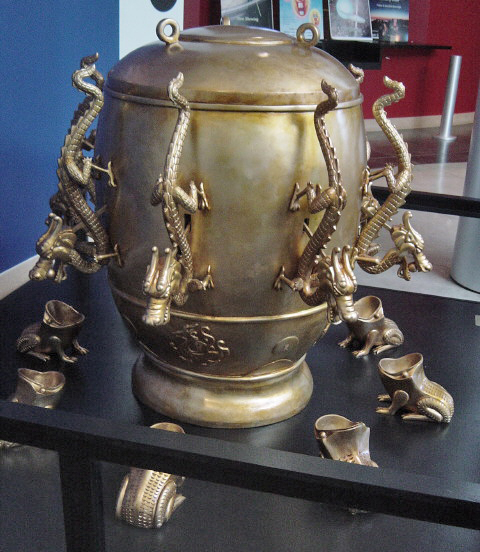
Réplique du sismographe de Zhang Heng

## Le sismomètre
Le problème de la mesure sismologique vient du fait que le capteur, appelé génériquement sismomètre, est fixé à l'objet en mouvement (le sol). Le principe de base est une masse aimantée associée à un pendule ou à un ressort. Le mouvement de la masse est amorti afin de réduire la durée des
oscillations (système introduit par Emil Wiechert en 1898). Le sismomètre le plus diffusé a une bobine qui entoure la masse. Le mouvement de cette dernière crée donc un courant électrique dont la tension est proportionnelle à la vitesse du sol. Ce type de sismomètre est appelé électromagnétique et a été proposé pour la première fois par Boris Borisovich Galitzine en 1914.
Les sismomètres enregistrant la vitesse de propagation des ondes sismiques sont appelés des vélocimètres. Un autre type de capteur est quant à lui sensible à l'accélération de ces ondes et est appelé accéléromètre.
Un sismomètre doit avoir une réponse linéaire stable dans le temps. Mais en cas de mouvements forts du sol, le sismomètre montre rapidement des problèmes de non linéarité. C'est la raison pour laquelle la plupart des sismomètres modernes sont asservis. Le principe est de maintenir la masse toujours immobile en injectant un courant dans une bobine. Ce type d'instrument est plus linéaire et a une dynamique supérieure (meilleure sensibilité et bande passante plus large). Avec de tels sismomètres, la masse ne bouge pratiquement plus. Les données enregistrées ne sont donc plus les mouvements de la masse mais le courant servant à compenser voir annuler les mouvements.
La dynamique du sismomètre est un argument très important car il doit être sensible à une gamme très variée de signaux aussi bien en fréquence qu'en amplitude. Les modes normaux de la terre arrivent jusqu'à des périodes de 53 min avec des déplacements de l'ordre de .02 nm pour les très grands séismes. Un faible téléséisme génère des ondes de surface de l'ordre du µm pour des fréquences de l'ordre de .05 Hz. Mais les ondes de surfaces associées à un tremblement de terre de magnitude supérieure à 9 ont des amplitudes de l'ordre du cm pour des observateurs de l'autre côté de la Terre. Les ondes P télésismiques ont sensiblement la même dynamique mais pour des fréquences un peu plus élevées
(entre .1 et 1 Hz). Quand le sismomètre est proche de la source, les problèmes de mesure se multiplient. Le déplacement peut être métrique, associé à des déformations (rejet de la faille) permanentes (fréquence nulle) et l'accélération du sol dépasser la gravité terrestre pour des fréquences autour de 10 Hz (si l'accélération est verticale et de signe opposé à la gravité, les objets décollent du sol).

## Station sismique

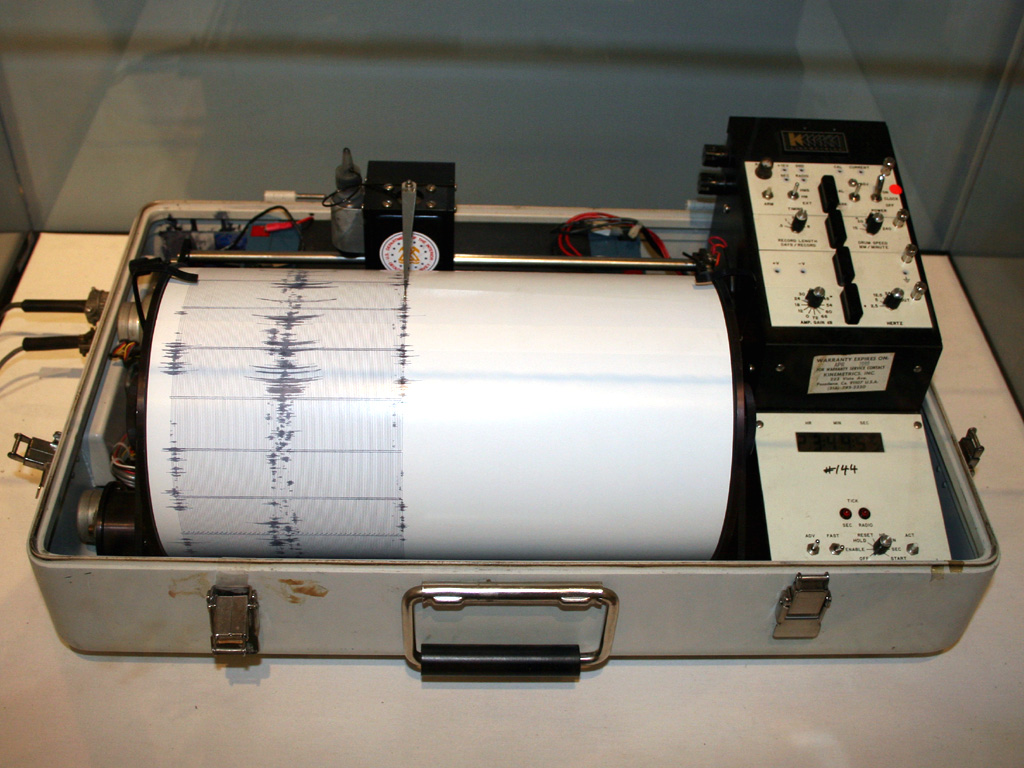
Sismographe utilisé auparavant par le Département de l'Intérieur des États-Unis

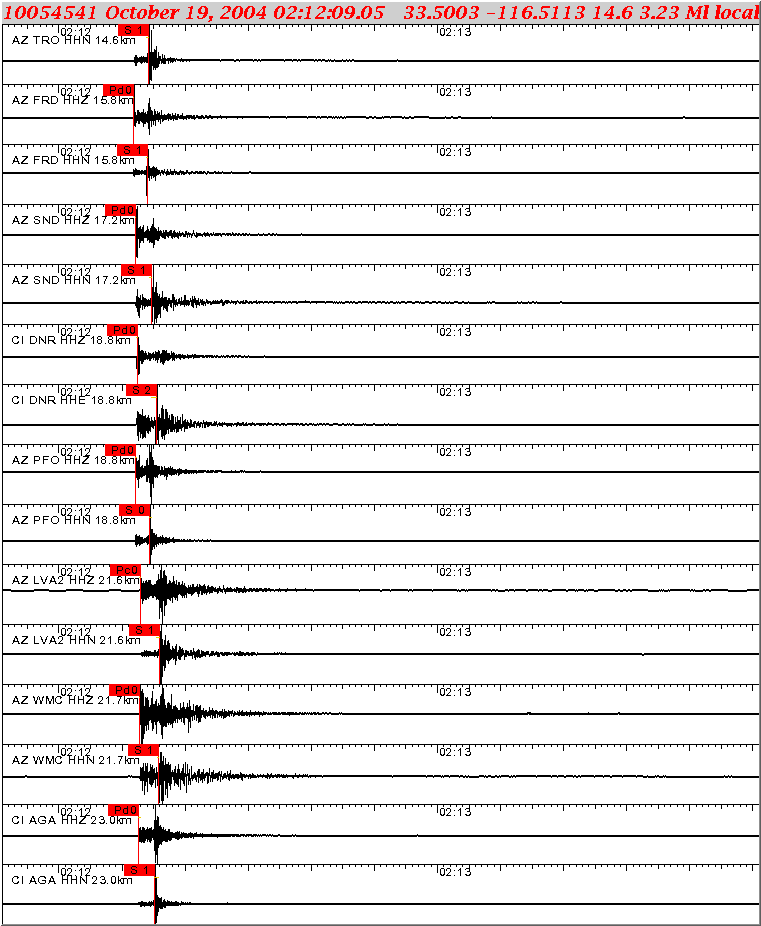
sismogramme de l'United States Geological Survey

Le capteur seul n'est pas suffisant pour enregistrer les ondes sismiques. La mesure du mouvement du sol n'est pas une mesure ponctuelle dans le temps mais continue. Les premiers instruments étaient associés à des systèmes mécaniques qui fournissaient des enregistrements dit analogiques le plus souvent sur papier..
Aujourd'hui le signal électrique délivré par le capteur passe par un convertisseur analogique-numérique qui échantillonne le signal suivant un pas en temps constant. Les convertisseurs actuels utilisés en sismologie se servent pour la plupart de techniques de sur-échantillonnage (2000 échantillons par seconde qui sont ensuite sous échantillonnés) chaque échantillon étant codé sur 24 bits. Ainsi un ensemble de signaux provenant par exemple d'un sismomètre dit courte période (réponse optimale autour de 1 Hz) constitué de 3 composantes (deux horizontales, une verticale), échantillonnés à 125 échantillons par seconde, codés sur 24 bits génèrent presque 100 Mo de données par jour.
Mais un seul type de capteur n'est pas capable d'être sensible à tous les types d'ondes. Les stations sismiques modernes sont donc équipées en général de deux, voire trois types de capteurs différents afin de pouvoir couvrir toute la dynamique des ondes sismiques.
En plus des problèmes généraux associés à des mesures physiques sur le terrain comme l'alimentation électrique (les capteurs rétroactifs ou le système d'enregistrement ont besoin d'être alimentés) ou le transfert des données (la transmission par satellite est de plus en plus employée mais coûte très cher), deux problèmes spécifiques sont liés à ce type de mesure : le synchronisme et l'isolement. Afin de localiser l'épicentre d'un tremblement de terre, il est nécessaire d'avoir la lecture du temps d'arrivée des ondes au moins à trois stations sismiques différentes. Il est donc impératif que la référence temporelle soit la même sur chaque station. Dans un passé encore récent, l'horloge interne de la station sismique était synchronisée grâce à des tops minute émis par radio (par exemple le signal DCF77 pour l'Europe occidentale). Les stations sismiques modernes se synchronisent en utilisant le signal GPS.
Le sol bouge en permanence. Le vent qui fait vibrer la végétation ou les structures, la mer ou l'activité anthropique entre autres choses génèrent des mouvements du sol en permanence appelés "bruit de fond" sismique. Pour avoir une station sismique de qualité, il est important d'avoir un bruit de fond sismique faible. Le meilleur moyen de limiter ce bruit est de se tenir éloigné de leurs sources potentielles et aussi d'enterrer le capteur, voire de l'installer dans une galerie. Ce dernier type d'installation a aussi l'avantage de réduire les variations de pression et
de température qui peuvent entraîner des dérives sur la réponse des capteurs.

## Réseau sismique

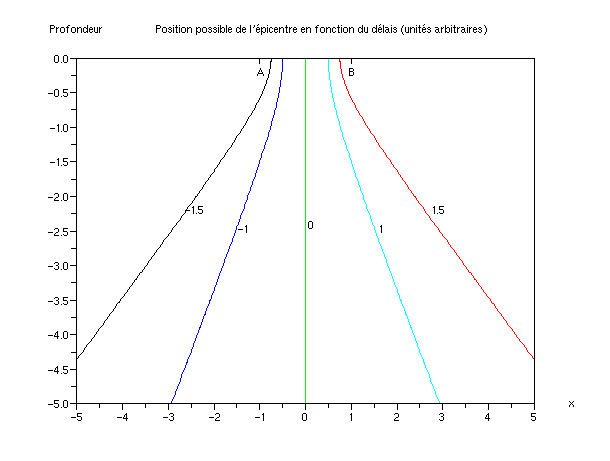
Positions possibles de l'hypocentre d'un séisme en fonction du délai d'arrivée des ondes à deux stations sismographiques distantes

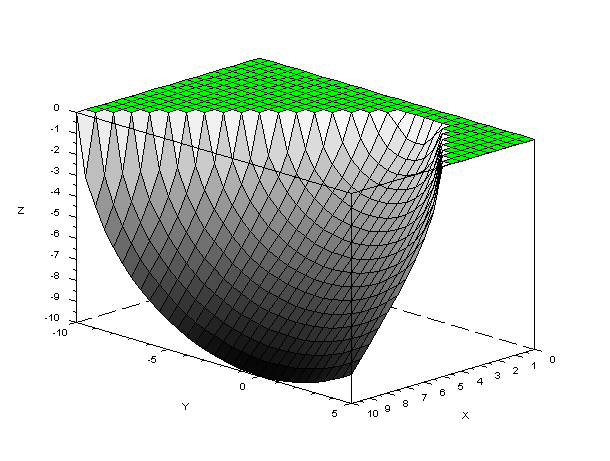
Surface des lieux possible de l'hypocentre déterminé avec deux stations sismographiques distantes

L'utilisation de plusieurs stations permet de localiser l'hypocentre du séisme par triangulation :
L'onde sismique arrive à un instant tA à la station A, et à l'instant tB à la station B. La vitesse de propagation du signal dans le sol étant connue, ceci permet de déterminer la différence entre la distance de l'hypocentre H à la station A et la distance de l'hypocentre à la station B :
{\displaystyle d(H,A)-d(H,B)} est connu.
On sait donc que l'hypocentre se trouve sur une surface déterminée. Avec trois stations A, B et C, on a donc trois surfaces (une surface par couple de stations), le point de conscours de ces surfaces donnant la position de l'hypocentre. L'utilisation de plus de stations permet de réduire l'erreur.

## Périodes des vibrations
Tous les mouvements du sol n'ont pas la même origine ni les mêmes caractéristiques.
| Période (secondes) | Phénomène                                         |
| ------------------ | ------------------------------------------------- |
| 0,01               | Vibrations industrielles                          |
| 0,1                | Agitation industrielle, explosions proches        |
| 1                  | Explosions lointaines, séismes proches            |
| 10                 | Ondes de volume des séismes, agitation naturelle  |
| 100                | Ondes superficielles directes                     |
| 1 000              | Ondes superficielles indirectes, ondes de manteau |
| 10 000             | Vibration propre de la Terre, marées terrestres   |

## Ordres de grandeur des déplacements mesurés
On mesure des déplacements, des vitesses de déplacements et/ou des accélérations. Ces mesures couvrent plusieurs ordres de grandeur suivant la proximité et l'intensité du séisme.
.

#### Réseaux sismologiques en ligne
- (en) IRIS - Réseau mondial inter-institutions
- (en) MedNet - Réseau méditerranéen
- (en) CSEM - Centre sismologique euro-méditerranéen (fédération de réseaux européens)
- (fr) Géoscope - Réseau mondial français
- (fr) RéNaSS - Réseau national de surveillance sismique français
- (fr) DASE - Réseau de surveillance sismique du Département Analyse Surveillance Environnement au Commissariat à l'Énergie Atomique
- (fr) Sismalp - Réseau sismologique des Alpes
- (fr) Sismoazur - Réseau sismologique du sud-est de la France
- (fr) Sismicité de la France de 1962 à 2009, Catalogue SI-Hex
- (fr) SDN - Réseau sismologique suisse